# Krka Nemzeti Park

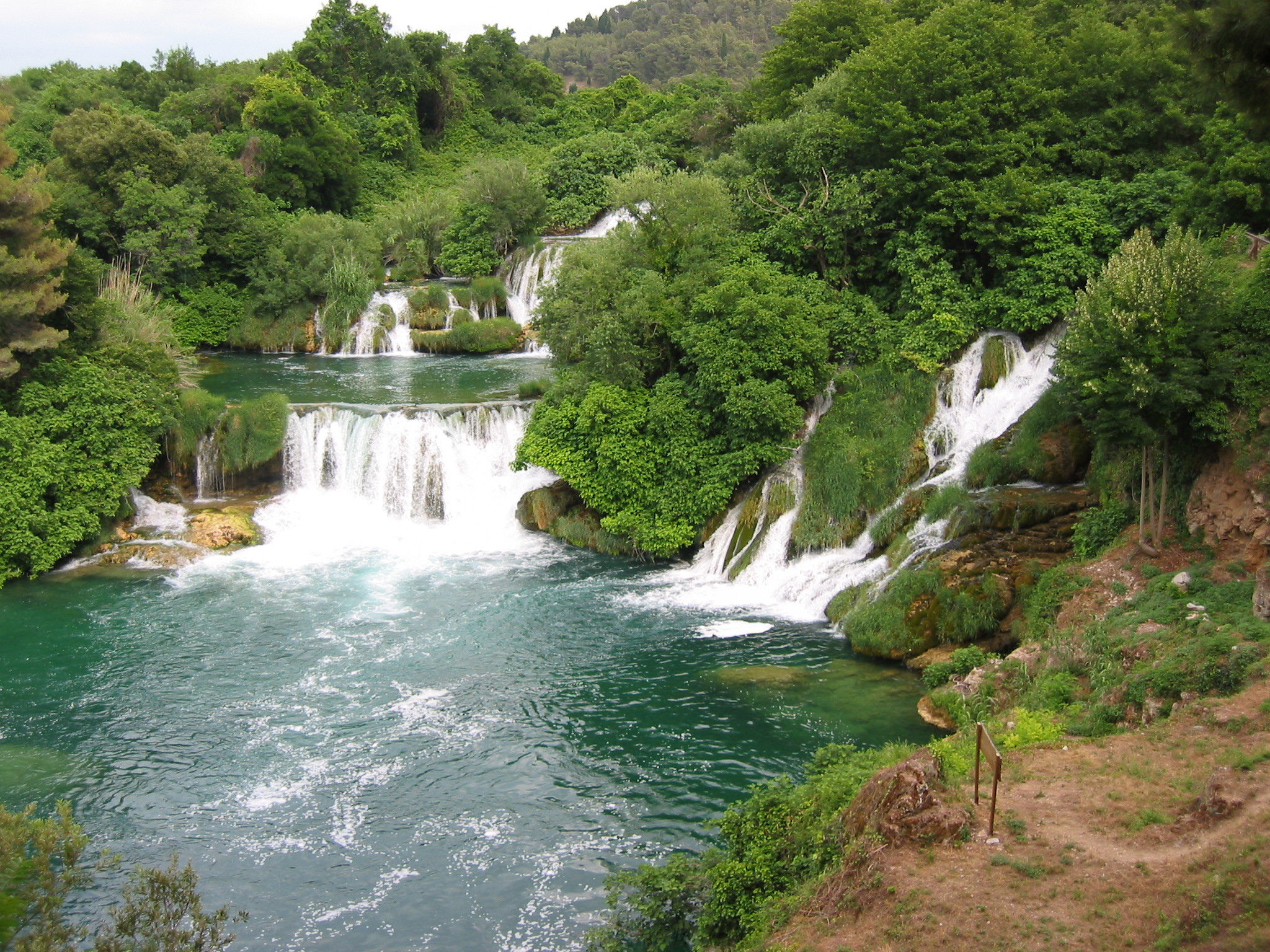
Vízesések a nemzeti parkban

A Krka Nemzeti Park (horvátul Nacionalni park Krka) 17 km-re található Šibeniktől. A nemzeti park a Krka folyó nagy részét, Skradintól Kninig tartó szakaszát foglalja magában. Számos szikla, vízesés, valamint az itteni különleges állat- és növényvilág érdemes a figyelemre. 18 halfajból 10 endemikus, tehát a világon egyedül csak itt található meg (búvárkodás csak engedéllyel lehetséges). 222 madár- és 18 denevérfaj színesíti a park állatvilágát. A nemzeti park környéke műemlékek szempontjából is értékes. Római és középkori épületek feltárásai találhatók itt, de az is bizonyított, hogy ezen a területen már az őskorban is éltek emberek. Legértékesebb műemléke a vízesésen túl egy tó közepén található kis szigeten egy ferences kolostor.

## Látnivalók
- Necven erőd

Az erőd, melynek maradványai a Knin folyó mentén még ma is láthatóak, a török korból származik. Területén nagyjából 80 házacska és egy templom állt.
- Burnum

Ugyancsak a folyó  mentén találjuk a Burnum erődöt, melyet a rómaiak építettek. Az erődöt az avar-szláv háborúban romba döntötték.
- Bogocin erőd

Az erőd környékén folyamatos feltárások zajlanak, ahonnan több vaskori lelet került elő.

## Kirándulás a Nemzeti Parkban
Krka Közép-Dalmácia legnagyobb folyója, amely Kninnál ered és keskeny sziklafalak között, vízeséseken, tavakon keresztül folyik be a tengerbe. A folyó legszebb szakasza a Skradintól kezdődik, amely egyben a Krka Nemzeti Park része. Skradintól kirándulóhajóval lehet felmenni a vízesésig.
A nemzeti park busszal, hajóval és gyalog egyaránt körbejárható. Ha a skadrini bejáratnál parkolunk le, akkor 3 km-es hajózással visznek fel a nagy vízeséshez: a Skradinski bukhoz. A városból minden egész órakor indul hajó felfelé, míg a vízeséstől mindig félkor indulnak a járatok vissza. Az 56-os főút hídjától gyalogosan és kerékpárral is megközelíthető a látványosság. A túraúton megtekinthető a régi vízerőmű, a vízenergia hasznosításával működő lenmosó, kovácsműhely és malom. Az 1900 méteres túraútvonalon a vízesést körüljárva lehet gyönyörködni a nemzeti park színes élővilágában, a vízmosásokban. A folyó jobb partján lévő lépcsősor mozgáskorlátozottak számára nehezen vehető igénybe, babakocsival viszont még igen. A balparti lépcsőkhöz akadálymentesített rámpa is készült.
Ha a lozovaci parkolóból indulunk, akkor busszal vagy gyalogosan közelíthetjük meg a vízeséseket.
Az egyes vízesések között 3 szakaszon közlekednek további hajójáratok, amelyek útvonala magába foglalja az egyes nevezetességek megtekintését 30 perces időtartamban.